# 沙丘魔堡：世紀之戰
《沙丘魔堡：世紀之戰》（英語：Frank Herbert's Dune）是一部2000年科幻迷你剧集，改編自弗兰克·赫伯特的1965年小說《沙丘》。

## 演員
註：此處的角色譯名沿用自2021年的小說新譯本，而非台灣代理的VCD字幕翻譯。
- 威廉·赫特飾演雷托·亞崔迪
- Alec Newman（英语：Alec Newman）飾演保羅·亞崔迪
- Saskia Reeves（英语：Saskia Reeves）飾演潔西嘉女士（英语：Lady Jessica）
- James Watson（英语：James Watson (actor)）飾演鄧肯·艾德侯
- Jan Vlasák（捷克語：Jan Vlasák (herec)）飾演瑟非·郝沃茲
- P. H. Moriarty（英语：P. H. Moriarty）飾演葛尼·哈萊克（英语：Gurney Halleck）
- Robert Russell飾演尤因·惠靈頓
- Laura Burton飾演阿麗亞·亞崔迪
- Ian McNeice（英语：Ian McNeice）飾演弗拉迪米爾·哈肯能（英语：Vladimir Harkonnen）
- 馬特·基斯拉飾演菲得-羅薩（英语：Feyd-Rautha）
- László I. Kish（德语：László I. Kish）飾演野獸拉班
- Jan Unger飾演彼特·德·弗立斯（英语：Piter De Vries）
- Giancarlo Giannini（英语：Giancarlo Giannini）飾演帕迪沙皇帝沙德姆四世（英语：Shaddam IV）
- Julie Cox（英语：Julie Cox）飾演伊若琅公主（英语：Princess Irulan）
- Miroslav Táborský（英语：Miroslav Táborský）飾演芬倫伯爵（英语：Count Fenring）
- Uwe Ochsenknecht（英语：Uwe Ochsenknecht）飾演史帝格
- Barbora Kodetová（英语：Barbora Kodetová）飾演荃妮（英语：Chani (character)）
- Jakob Schwarz飾演奧辛
- Karel Dobrý（英语：Karel Dobrý）飾演列特·凱恩斯
- Christopher Lee Brown飾演詹米斯
- Jaroslava Šiktancová飾演梅帕絲
- Zuzana Geislerová（英语：Zuzana Geislerová）飾演凱亞斯·海倫·莫哈亞（英语：Gaius Helen Mohiam）聖母
- Philip Lenkowsky飾演宇航公會特使

## 電視播出
本劇分成三個部分在Syfy頻道播出，第一個部分於2000年12月3日星期日首播，收視率為4.6，約有300萬戶收看。全劇的平均收視率為4.4，約有290萬戶收看，時至今日仍是所有科幻頻道中收視率最高的節目之一
2001年，本劇入圍第53屆黃金時段艾美獎的三個獎項，分別是最佳迷你劇、電影或特別節目剪輯、最佳短劇或電影攝影和最佳特效，最終榮獲最佳攝影和最佳特效。

## 相關媒體

### 家用媒體
本劇的DVD於2001年在美國發行，2002年又推出了導演剪輯版，內有額外的鏡頭和對話。在台灣，得利影視代理了本劇的VCD，分級為輔導級。

### 原聲帶
本劇的原聲帶專輯於2000年12月3日由GNP Crescendo Records發行，內含27個音軌，皆由Graeme Revell譜曲、City of Prague Philharmonic Orchestra演奏。

### 電子遊戲
2001年，Cryo Interactive/DreamCatcher Interactive推出了一款同名3D電子遊戲，內容設計以本劇為藍本。

## 續集
於2003年播出，形式同為迷你劇，並講述原著小說的第二集《沙丘救世主》和第三集《沙丘之子》的故事。

## 外部連結
- 互联网电影数据库（IMDb）上《沙丘魔堡：世紀之戰》的资料（英文）
- AllMovie上《沙丘魔堡：世紀之戰》的资料（英文）
- 爛番茄上《沙丘魔堡：世紀之戰》的資料（英文）
- Official Dune novels website （页面存档备份，存于）
- Dagan, Carmel. . 綜藝 (雜誌). 2000-11-29  [2019-02-20]. （原始内容存档于2021-11-03）.
- Franklin, Garth. . Dark Horizons（英语：Dark Horizons）. 2000  [2015-08-21]. （原始内容存档于2013-12-09）.
- Scheib, Richard. . Moria.co.nz. 2000  [2013-12-09]. （原始内容存档于2018-09-15）.
- . 电视指南 (美国杂志). 2000  [2013-12-09]. （原始内容存档于2013-12-13）.